# Trabzonspor
El Trabzonspor Kulübü, conocido simplemente como Trabzonspor, es un club de fútbol de Turquía que juega en la Superliga de Turquía. Tiene su sede en la ciudad de Trebisonda, situada en la costa del mar Negro.
El Trabzonspor fue fundado en 1967, tras la fusión de dos clubes locales. Muchos de los jugadores de estos equipos formaron parte del equipo recién fundado para conseguir la promoción a la división superior en 1974, para nunca abandonarla. 
Junto con los tres célebres clubes de Estambul conocidos cómo los «tres grandes» (Galatasaray S.K., Fenerbahçe S.K., Beşiktaş J.K.) más Başakşehir y Bursaspor, Trabzonspor forma parte de los únicos clubes en haber ganado el título de liga turco, ocupando por méritos propios un lugar entre los equipos de fútbol más importantes de Turquía. Los apodos de Trabzonspor son Bordo-Mavililer («bordó-celestes», los colores de su uniforme) y Karadeniz Firtinasi («Tormenta del Mar Negro»).

## Historia

### Fundación
Después de la Primera Guerra Mundial, el fútbol en la ciudad de Trebisonda comenzaba a popularizarse, iniciando su crecimiento en la década de 1920 a través de las escuelas secundarias de la ciudad. En 1921 y en 1924, respectivamente, nacieron los clubes İdmanocağı e İdmangücü, los que se convirtieron en los más famosos de la ciudad hasta el surgimiento del Trabzonspor. En 1962-1963, el presidente de la Federación de Fútbol de Turquía, Orhan Şeref Apak, para mejorar los estándares de la liga en Turquía, decidió crear las "Ligas Nacionales de Fútbol". Se determinó que habría equipos de la ciudad en esas ligas. Sin embargo, hubo un conflicto entre İdmanocağı e İdmangücü ya que no quisieron unir sus fuerzas para establecer un único equipo en Trebisonda. En 1966, el 21 de junio, luego de que İdmanocağı decidiera no unirse a ningún otro equipo en Trebisonda, los equipos de İdmangücü, Martıspor y Karadenizgücü se reunieron para establecer el "Trabzonspor Kulübü Gençlik" ("Club Juventud de Trebisonda"), cuyos colores principales eran rojo y blanco. Ali Osman Ulusoy fue el primer presidente de ese equipo. Sin embargo, el nombre formal del equipo que figuró en los registros oficiales fue "Trabzonspor 1966". Jugaron un año en la liga, pero después el club se disolvió. El nombre cambió a "Trabzonspor". En 1967, el 2 de agosto, los equipos de İdmanocağı, İdmangücü, Martıspor y Karadenizgücü se reunieron para establecer el Trabzonspor para jugar en la Segunda División de Turquía.

### Primeros directores
Su primer director fue Hayri Gür. Hayri Gür nació en 1912 en Limni. Su verdadero nombre era Hayrettin pero él se negaba a usarlo. Su padre fue el último alcalde de Limni. Él también sabía alemán. Al principio, llegó a Trabzon como profesor; no era sólo un profesor de educación física, sino también de música, geografía y alemán. Antes de conseguir su nombramiento en Trabzon, ganó un premio durante una práctica del ejército en el mar Egeo, que fue entregado por Atatürk. Estaba interesado en muchos deportes, pero principalmente por el fútbol. Hayri Gür murió en 2010 cuando tenía 98 años. Era el miembro más antiguo del Trabzonspor. Después de su muerte, su nombre se le dio al estadio en el que el Trabzonspor juega sus partidos de baloncesto. El estadio del de Trabzonspor fue durante varios años el "Hüseyin Avni Aker Stadium", nombre sugerido por Hayri Gür. Avni Aker fue el primer maestro de educación física en Trabzon y, cuando se le dio al estadio su nombre, era el director de Juventud y Deporte en la provincia de Trabzon. El primer presidente del club fue Ali Osman Ulusoy. Sin embargo, él era el presidente en el equipo que acabó disolviéndose. Después de que el equipo se estableció de nuevo, el nuevo presidente fue Rifat Dedeoğlu seguido por Ali Osman Ulusoy. Rifat Dedeoğlu murió en 2004, el 6 de noviembre.

### Año de establecimiento
En 1967, el club estaba en el Grupo Blanco de la Segunda Liga turca. Ese fue su primer año en dicha liga, y también su primer año como club de fútbol profesional. El club terminó en el sexto lugar. Los dos años siguientes el club terminó en el cuarto lugar y el octavo lugar respectivamente. En la temporada 1971-72 terminó segundo en el Grupo Rojo, por lo que el club estuvo a punto de ser ascendido a la Primera División de Turquía. Un año después, el club perdió la oportunidad de nuevo por un margen total de puntos muy estrecho. En la temporada 1973-74, finalmente el club logró el ascenso a la Primera División de Turquía con una diferencia de seis puntos por sobre su perseguidor, el Sakaryaspor. El club jugó el partido por el campeonato con el líder del otro grupo, que en dicha oportunidad fue el Zonguldakspor, al que vencieron en definición por penales.

### Año del Campeonato
Su primer año en la Primera División de Turquía no fue muy bueno. Terminaron la temporada en el noveno lugar. Más allá de que llegaron a la final de la Copa de Turquía, que perdieron contra el Beşiktaş por 1-0 y 0-2 (Ganó Beşiktaş 2-1 en el global). En la temporada 1975-76, tras el partido que se jugó en Trebisonda donde el Trabzonspor venció por 1-0 al Fenerbahçe, el Trabzonspor tomó la punta y ya nunca la devolvió. Ese fue su primer campeonato en la historia de la liga, siendo el primer equipo de Anatolia que logró ganar esta Liga, ya que hasta ese año no hubo otros campeones que Galatasaray, Beşiktaş y Fenerbahçe. Después de su primer campeonato, obtuvieron 5 más hasta la temporada 1983-84 temporada. En la temporada 1976-77, Necmi Perekli se convirtió en el máximo goleador de la liga con 19 goles, siendo esta la primera vez que el artillero del campeonato era un jugador del Trabzonspor. Por otro lado, el arquero Şenol Güneş conquistó el récord de valla invicta en la liga con 1110 minutos sin recibir un gol.

### De 1984 a 1996
Entre esos años, el club intenta cambiar la cultura en sí misma. Siempre estaban terminando la liga entre el 3 y el 7 º lugar. Primera 10 semanas de la temporada 1992-93 fue su peor apertura de la temporada, que se redujeron en 10 puntos del líder. Sin embargo, Ünal Karaman, uno de los mejores jugadores en la historia Trabzonspor, ganado por el club. Fue capitán después de la Turquía. También hubo Tolunay Kafkas. El club ganó 2 Copas de Turquía (1992, 1995), ganó una Copa Presidencial (1995), y ganó 2 Copas Chancellor (1985, 1994). En 1994-95 y 1995-96 temporadas, terminaron la liga en el segundo lugar.

### Temporada 1995-96 y sus efectos
En 1993-94 temporada Şenol Güneş designado como el nuevo gerente del club. Los clubes de la mayoría de los jugadores importantes en esos años fueron Ogün Temizkanoğlu, Ünal Karaman y Hami Mandıralı. Los recién llegados fueron Shota Arveladze y Archil Arveladze. Shota Arveladze era la meta líder anotador en la liga en la temporada 1995-96. En 1994-95 temporada perdieron el campeonato al Beşiktaş pero ganó tanto la Copa Presidencial y la canciller Copa. En la temporada 1995-96, que eran el líder hasta el juego que el jugador en Trabzon ante el Fenerbahçe. Si ganaban, estarían muy cerca de un campeonato. Incluso si ellos estaban conduciendo por 1-0, perdieron ese juego y perdieron la oportunidad de ser el campeón. Eso me dolió mucho el equipo y durante años no pudo igualar los oponentes a los que tratan de ganar un campeonato. A principios de la década de 2000, en aras de cambiar el espíritu en el paseíto del club vendido jugadores como Abdullah Ercan, Ogün Temizkanoğlu y Tolunay Kafkas. Estos jugadores se cambiaron por Rune Lange, Kevin Campbell y Jean-Jacques-Misse Misse. Estos jugadores eran jugadores de alto perfil.

### 2000-10
La temporada 2001-02 fue la peor temporada en la historia del club. Acabaron la liga en el puesto 14. Además de esa temporada, perdieron la mayor parte de su historia y vieron el balón en su meta más en su historia. Después de ese año Ibrahim Yattara, una leyenda en la historia del club, y Michael Petkovic como jugadores son transferidos. Gökdeniz Karadeniz y Fatih Tekke había dos jugadores nacidos en el club y que eran también dos cerca de leyendas en la historia del club. Este equipo dos veces persiguió el campeonato, pero perdió los dos a Fenerbahçe.
En 2008, Sadri Şener se convirtió en el presidente del club. La mayoría de los jugadores en el equipo fueron puestos en libertad. El nuevo director se convirtió Ersun Yanal y un montón de jugadores son transferidos de acuerdo a sus deseos. En esa temporada, que perseguían el campeonato hasta el final de la temporada, pero perdió de nuevo y terminar la temporada en el tercer lugar. La próxima temporada Hugo Broos fue el nuevo gerente de sólo unos meses, pero después de eso Şenol Güneş fue presentado como el nuevo gerente.

### Temporada 2010-2011
Al final de los puntos Trabzonspor temporada 2010-11 fueron atadas con Fenerbahce SK. Sin embargo Fenerbahce se convirtió en el campeón por diferencia de goles. Dos meses han pasado después del final de la temporada y 2011 de fútbol de Turquía escándalo de corrupción estalló. Federación de Fútbol de Turquía ha prohibido Fenerbahce de unirse a cualquier competición de la UEFA durante un año. La junta directiva de Trabzonspor ha aplicado a la Federación de Fútbol de Turquía sobre los campeones de esta temporada siendo ellos, pero su solicitud fue denegada con el argumento de que la decisión de esta temporada ya se está realizando.

## Símbolos

### Escudo
El nombre del Trabzonspor se abrevia como "TS", y en su escudo aparecen esos caracteres. Se lee "1967" donde se cruzan ambos caracteres. También hay una pelota en el escudo con el fin de mostrar todas las actividades deportivas, así como una estrella amarilla que da cuenta de los 6 campeonatos de fútbol ganados por el club (el estatuto de la Federación de Fútbol Turca permite agregar una estrella en los escudos de los clubes cada cinco ligas superiores de Turquía ganadas). Por último, los bordes ondeados así como el estilo de la tipografía de la T y la S dan cuenta de la cercanía con el mar, recordando a las costas y las ondas del mar Negro a cuya orilla se levanta el estadio. El escudo fue registrado a nombre del club en 2003, un 16 de mayo.

### Museo Şamil Ekinci
La apertura del museo tuvo lugar en 1996, el 23 de septiembre, con el nombre de "Trabzonspor Müzesi" ("Museo del Trabzonspor"). Cambió de nombre en 2008. Hay cerca de 600 copas y otros objetos históricos en el museo. Hay 7 Súper Copas de la Liga Turca, 8 Copas de Turquía, 7 Copas presidenciales, 5 Copas del Canciller, la Copa de la Paz de Chipre, entre otros objetos expuestos en el edificio. Está abierto de 9 A.M. a 5 P. m. en días de semana y de 11 A.M. a 5 P. m. los fines de semana.

### Monumentos y memoriales
Hay tres memoriales en Trebisonda que homenajean la historia del club. Dos de ellos están en el centro de la ciudad, el otro está en el distrito de Surmene.
- Monumento al Trabzonspor, inaugurado en 2008, el 26 de noviembre. Está situado a casi 200 metros del Estadio Hüseyin Avni Aker.
- Trabzonspor Park, inaugurado en 2010, el 2 de agosto, con el lema "Los que murieron por causa de un amor", y hay un monumento en su interior.
- Monumento de Trabzonspor en Surmene, inaugurado en 2010, el 12 de mayo, por el alcalde de Surmene en homenaje Trabzonspor.

## Indumentaria

### Historia del color
La cuestión más importante al establecerse el Trabzonspor fueron los colores del club. Aunque un número de teorías elaboradas se han presentado en cuanto a por qué se adoptaron el bordó y el azul, el club eligió los colores en sencillo homenaje al famoso e histórico club inglés Aston Villa FC. Aunque se han presentado varias teorías sobre por qué los colores del club Trabzonspor son el burdeos y el azul, se ha afirmado que fueron adoptados después de que el club inglés Aston Villa enviara al club un conjunto de uniformes después de su formación en 1967.
Los clubes más importantes que fueron parte de la creación del Trabzonspor fueron el İdmanocağı y el İdmangücü, y ambos querían que el club llevase sus colores. Al principio, los colores eran rojo y blanco, pero después se cambió al bordó y celeste. Se dice que los colores del club se tomaron de la mascota del club: la anchoa, cuyos ojos son casi color bordó y su color es casi celeste. Hay otro dicho que sostiene que los colores del club fueron elegidos uno por el İdmangücü y el otro por el İdmanocağı, debido a que los colores del club son de color azul claro y el otro un rojo oscuro. Hasta 2010 el color del uniforme alternativo era naranja, pero después de ese año, el color alternativo elegido fue el gris.

### Uniforme titular
| 2023 - 2024 |

### Uniformes visitantes
| 2023 - 2024 | 2023 - 2024 | 2023 - 2024 |

#### Antiguos uniformes titulares
| 2013 - 2014 | 2014 - 2015 | 2015 - 2016 | 2016 - 2017 | 2017 - 2018 | 2018 - 2019 | 2019 - 2020 | 2020 - 2021 | 2021 - 2022 | 2022 - 2023 |

#### Antiguos uniformes visitantes
| 2013 - 2014 | 2013 - 2014 | 2014 - 2015 | 2014 - 2015 | 2015 - 2016 | 2015 - 2016 | 2016 - 2017 | 2016 - 2017 | 2017 - 2018 | 2017 - 2018 |

| 2018 - 2019 | 2018 - 2019 | 2019 - 2020 | 2019 - 2020 | 2020 - 2021 | 2020 - 2021 | 2021 - 2022 | 2021 - 2022 | 2022 - 2023 | 2022 - 2023 |

### Indumentaria y patrocinador
| Período   | Proveedor | Principal Patrocinador |
| --------- | --------- | ---------------------- |
| 1980-1981 | Admiral   | Ninguno                |
| 1985-1989 | Adidas    | Grundig                |
| 1989-1991 | Adidas    | Türkbank               |
| 1991-1993 | Adidas    | Ninguno                |
| 1993-1994 | Adidas    | Show TV                |
| 1994-1995 | Adidas    | Anadolu Sigorta        |
| 1995-1998 | Adidas    | Vestel                 |
| 1998-1999 | Puma      | Vestel                 |
| 1999-2002 | Puma      | Ninguno                |
| 2002-2003 | Kappa     | Ninguno                |
| 2003-2004 | Kappa     | Fly Air                |
| 2004-2005 | Kappa     | Avea                   |
| 2005-2006 | TS Club   | Avea                   |
| 2006-2008 | Puma      | Avea                   |
| 2008-2009 | Nike      | Avea                   |
| 2009-2014 | Nike      | Türk Telekom           |
| 2014-2016 | Nike      | Ninguno                |
| 2016-2017 | Nike      | QNB                    |
| 2017-2018 | Nike      | QNB Finansbank         |
| 2018-2019 | Macron    | QNB Finansbank         |
| 2019-2023 | Macron    | Vestel                 |
| 2023-Act. | Joma      | Vestel                 |

## Infraestructura

### Estadio

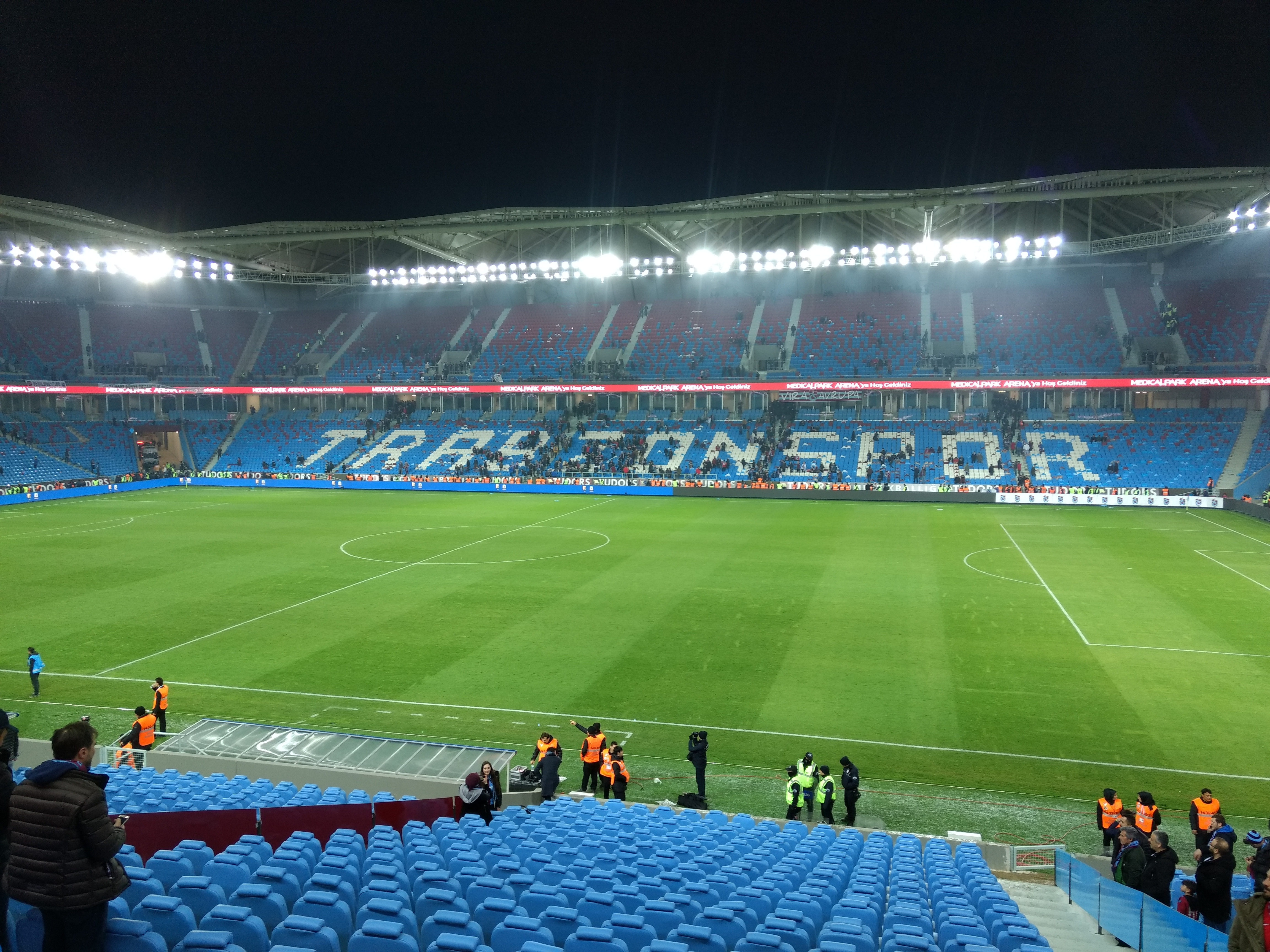

El Estadio Şenol Güneş es un estadio de categoría 4 de la UEFA hogar del Trabzonspor de la Superliga de Turquía que se encuentra en Trebisonda, Turquía dentro del complejo Akyazi en un terreno creado artificialmente a pocos metros de la costa del mar Negro.
Su inauguración al público fue el 18 de diciembre de 2016 y tiene una capacidad actual de 40 782 espectadores.
Se inauguró con una capacidad de 41 461 espectadores. Será el nuevo hogar del Trabzonspor de la Süper Liga de Turquía que sustituirá el antiguo estadio del club, el Estadio Hüseyin Avni Aker.

### Recintos históricos
El Estadio Hüseyin Avni Aker fue construido en 1951 con 2 500 asientos, y fue renovado en 1967, 1981, 1994-1998, 2008 y 2010. La capacidad después de la última remodelación era de 28 169 asientos. Era un campo de césped natural y medía 68 por 105 metros. El estadio llevaba el nombre de Hüseyin Avni Aker, un profesor y administrador de la educación que han contribuido mucho a los deportes locales en Trebisonda. 

Fue el estadio del Trabzonspor hasta la construcción del nuevo estadio. Fue demolido en el año 2017.

## Presidentes

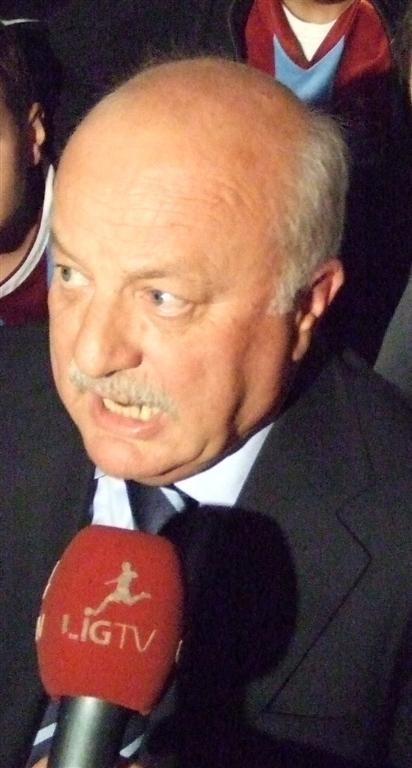
Sadri Şener, presidente del Trabzonspor que ganó por última vez la liga en la temporada 2021-22.

| Years     | Name                  |
| --------- | --------------------- |
| 1967–68   | Ali Osman Ulusoy      |
| 1968–69   | Rıfat Dedeoğlu        |
| 1969–70   | Ali Osman Ulusoy      |
| 1970–71   | Rıfat Dedeoğlu        |
| 1971–72   | Suat Oyman            |
| 1972–75   | Salih Erdem           |
| 1975–80   | Şamil Ekinci          |
| 1980–81   | Celal Ataman          |
| 1981–82   | Mustafa Günaydın      |
| 1982–88   | Mehmet Ali Yılmaz     |
| 1988–89   | Mazhar Afacan         |
| 1989–92   | Mehmet Ali Yılmaz     |
| 1992–94   | Sadri Şener           |
| 1994–97   | Faruz Özak            |
| 1997–2000 | Mehmet Ali Yılmaz     |
| 2000–03   | Özkan Sümer           |
| 2003–06   | Atay Aktuğ            |
| 2006–08   | Nuri Albayrak         |
| 2008–13   | Sadri Şener           |
| 2013–15   | İbrahim Hacıosmanoğlu |
| 2015-18   | Muharrem Usta         |
| 2018-23   | Ahmet Ağaoğlu         |
| 2023-Act. | Ertuğrul Doğan        |

## Organigrama deportivo
| #   | Nombre             | Partidos |
| --- | ------------------ | -------- |
| 1°  | Hami Mandıralı     | 468      |
| 2°  | Turgay Semercioğlu | 402      |
| 3°  | Şenol Güneş        | 385      |
| 4°  | Kemal Serdar       | 357      |
| 5°  | Necati Özçağlayan  | 331      |
| 6°  | İskender Günen     | 328      |
| 7°  | Orhan Çıkırıkçı    | 315      |
| 8°  | Lemi Çelik         | 308      |
| 9°  | Hamdi Aslan        | 283      |
| 10° | Hüseyin Çimşir     | 252      |

| #   | Nombre             | Goles |
| --- | ------------------ | ----- |
| 1°  | Hami Mandıralı     | 218   |
| 2°  | Fatih Tekke        | 88    |
| 3°  | Burak Yılmaz       | 83    |
| 4°  | Umut Bulut         | 67    |
| 5°  | Hamdi Aslan        | 65    |
| 6°  | Gökdeniz Karadeniz | 64    |
| 7°  | Orhan Çıkırıkçı    | 63    |
| 8°  | Schota Arweladse   | 61    |
| 9°  | Hasan Şengün       | 48    |
| 10° | Ünal Karaman       | 46    |

### Jugadores destacados
| - Abdullah Ercan - Ali Kemal Denizci - Burak Yılmaz - Çağdaş Atan - Ceyhun Eriş - Dozer Cemil - Egemen Korkmaz - Engin Baytar - Fatih Akyel - Fatih Tekke - Gökdeniz Karadeniz - Gökhan Ünal - Hami Mandıralı - Hüseyin Çimşir - Levent Osman - Mehmet Aurélio - Metin Aktaş - Necmi Perekli - Ogün Temizkanoğlu - Oktay Derelioğlu - Orhan Çıkırıkçı - Osman Özköylü - Johan Arrizo - Şenol Güneş - Sergen Yalçın | - Tansel Baser - Tolga Seyhan - Tolunay Kafkas - Turgay Semercioğlu - Umut Bulut - Ünal Karaman - Gustavo Colman - Emmanuel Mas - Alban Bushaj - Michael Petkovic - Maksim Romáschenko - Karel D'Haene - Jean-Marie Pfaff - Hans Somers - Bernd Thijs - Fabiano Eller - Jajá Coelho - Jefferson - Marcelinho Paraíba - Georgi Markov - Todor Yanchev - Jean-Jacques Missé-Missé - Rigobert Song - Teófilo Gutiérrez - Hugo Rodallega | - Hrvoje Čale - Drago Gabrić - Davor Vugrinec - Tomáš Jun - Karel Rada - Lars Olsen - Kevin Campbell - Oumar Dieng - Archil Arveladze - Shota Arveladze - Gocha Jamarauli - Georgi Nemsadze - Jurgen Groh - Augustine Ahinful - Daouda Jabi - Ibrahim Yattara - Petar Milosevski - Igor Nikolovski - Razundara Tjikuzu - Kiki Musampa - Isaac Promise - Óscar Cardozo - Ömer Rıza - Rune Lange - Arkadiusz Głowacki | - Mirosław Szymkowiak - Tony Sylva - Miodrag Ješić - Milan Stepanov - Róbert Vittek - Lee Eul-Yong - Viktor Hryshko - Yuri Kalitvintsev - Marek Hamšík |

## Palmarés
Nota: en negrita competiciones vigentes en la actualidad.

### Torneos nacionales (31)
| Competición nacional        | Títulos                                                                          | Subtítulos                                                                       |
| --------------------------- | -------------------------------------------------------------------------------- | -------------------------------------------------------------------------------- |
| Superliga de Turquía (7/9)  | 1975-76, 1976-77, 1978-79, 1979-80, 1980-81, 1983-84, 2021-22.                   | 1977-78, 1981-82, 1982-83, 1994-95, 1995-96, 2003-04, 2004-05, 2010-11, 2019-20. |
| Copa de Turquía (9/7)       | 1976-77, 1977-78, 1983-84, 1991-92, 1994-95, 2002-03, 2003-04, 2009-10, 2019-20. | 1974-75, 1975-76, 1984-85, 1989-90, 1996-97, 2012-13, 2023-24                    |
| Supercopa de Turquía (10/3) | 1976, 1977, 1978, 1979, 1980, 1983, 1995, 2010, 2020, 2022.                      | 1981, 1984, 1992.                                                                |
| Copa Presidente (5/6)       | 1976, 1978, 1985, 1994, 1996.                                                    | 1975, 1990, 1991, 1993, 1997, 1998.                                              |

### Torneos amistosos
- Copa Antalya (2): 2003 y 2009.
- Copa de la Paz Turco-chipriota (1): 1974.
- Copa Uhren (1): 2005.

## Participación en competiciones de la UEFA

### Por competición
- En negrita competiciones en activo.

| Torneo                             | TJ | PJ  | PG | PE | PP | GF  | GC  | Dif. | Puntos |
| ---------------------------------- | -- | --- | -- | -- | -- | --- | --- | ---- | ------ |
| Liga de Campeones de la UEFA       | 10 | 30  | 10 | 8  | 12 | 25  | 36  | -11  | 38     |
| Liga Europa de la UEFA             | 20 | 93  | 36 | 22 | 35 | 127 | 128 | -1   | 130    |
| Liga Europa Conferencia de la UEFA | 2  | 6   | 1  | 2  | 3  | 6   | 11  | -5   | 5      |
| Recopa de Europa de la UEFA        | 9  | 26  | 10 | 5  | 11 | 25  | 37  | -12  | 35     |
| Copa Intertoto de la UEFA          | 2  | 8   | 3  | 1  | 4  | 19  | 12  | +7   | 10     |
| Total                              | 43 | 163 | 60 | 38 | 65 | 202 | 224 | -22  | 218    |

## Entrenadores
| N.º | Nombre              | Periodo                            | Logros                                                                  |
| --- | ------------------- | ---------------------------------- | ----------------------------------------------------------------------- |
| 1   | Hayri Gür           | 1966–67                            |                                                                         |
| 2   | Halil Özyazıcı      | 1967                               |                                                                         |
| 3   | Harun Kılman        | 1967–68                            |                                                                         |
| 4   | Erdoğan Gürhan      | 1968–69                            |                                                                         |
| 5   | Ahmet Karlıklı      | 1969–70                            |                                                                         |
| 6   | Altan Sarıtepe      | 1970–71                            |                                                                         |
| 7   | Kamuran Soykıray    | 1971–72                            |                                                                         |
| 8   | Mustafa Ertan       | 1972–73                            |                                                                         |
| 9   | Ahmet Suat Özyazıcı | 1973–75                            |                                                                         |
| 10  | Şükrü Ersoy         | 1975                               |                                                                         |
| 11  | Ahmet Suat Özyazıcı | 1973–78                            | Superliga de Turquía (2), Copa de Turquía (2), Supercopa de Turquía (2) |
| 12  | Özkan Sümer         | 1978–79                            | Superliga de Turquía (1), Supercopa de Turquía (1)                      |
| 13  | Ahmet Suat Özyazıcı | 1979–80                            | Superliga de Turquía (1), Supercopa de Turquía (1)                      |
| 14  | Özkan Sümer         | 1980–81                            | Superliga de Turquía (1)                                                |
| 15  | Ahmet Suat Özyazıcı | 1981–84                            | Superliga de Turquía (1), Copa de Turquía (1), Supercopa de Turquía (1) |
| 16  | Özkan Sümer         | 1984–85                            |                                                                         |
| 17  | İlyas Akçay         | 1985                               |                                                                         |
| 18  | Jürgen Sundermann   | 1985–86                            |                                                                         |
| 19  | Ahmet Suat Özyazıcı | 1986–87                            |                                                                         |
| 20  | Metin Türel         | 1987–88                            |                                                                         |
| 21  | Ahmet Suat Özyazıcı | 1988                               |                                                                         |
| 22  | Werner Biskup       | 1988                               |                                                                         |
| 23  | Şenol Güneş         | 1988–89                            |                                                                         |
| 24  | Urbain Braems       | 1989–90                            |                                                                         |
| 25  | Özkan Sümer         | 1990–91                            |                                                                         |
| 26  | Urbain Braems       | 1991–92                            | Copa de Turquía (1)                                                     |
| 27  | Georges Leekens     | July 1992–Sept 93                  |                                                                         |
| 28  | Şenol Güneş         | 1993–97                            | Copa de Turquía (1), Supercopa de Turquía (1)                           |
| 29  | Yılmaz Vural        | 1997–98                            |                                                                         |
| 30  | Özkan Sümer         | 1998                               |                                                                         |
| 31  | Ali Kemal Denizci   | 1998                               |                                                                         |
| 32  | Gordon Milne        | julio de 1998–junio de 1999        |                                                                         |
| 33  | Ahmet Suat Özyazıcı | 1999                               |                                                                         |
| 34  | Jürgen Wähling      | julio de 1999–diciembre de 1999    |                                                                         |
| 35  | Giray Bulak         | 1999–2000                          |                                                                         |
| 36  | Sadi Tekelioğlu     | 2000–2001                          |                                                                         |
| 37  | Hans-Peter Briegel  | noviembre de 2001–junio de 2002    |                                                                         |
| 38  | Samet Aybaba        | junio de 2002–noviembre de 2003    | Copa de Turquía (1)                                                     |
| 39  | Turgay Semercioğlu  | diciembre de 2003–febrero de 2004  |                                                                         |
| 40  | Ziya Doğan          | 2004–noviembre de 2004             | Copa de Turquía (1)                                                     |
| 41  | Şenol Güneş         | julio de 2004–diciembre de 2005    |                                                                         |
| 42  | Vahid Halilhodžić   | octubre de 2005–mayo de 2006       |                                                                         |
| 43  | Sebastião Lazaroni  | julio de 2006–septiembre de 2006   |                                                                         |
| 44  | Ziya Doğan          | septiembre de 2006–octubre de 2007 |                                                                         |
| 45  | Ersun Yanal         | octubre de 2007–abril de 2009      |                                                                         |
| 46  | Hugo Broos          | julio de 2009–noviembre de 2009    |                                                                         |
| 47  | Şenol Güneş         | diciembre de 2009–enero 13         | Copa de Turquía (1), Supercopa de Turquía (1)                           |
| 48  | Tolunay Kafkas      | enero de 2013–mayo de 2013         |                                                                         |
| 49  | Mustafa Reşit Akçay | mayo de 2013–febrero de 2014       |                                                                         |
| 50  | Hami Mandıralı      | febrero de 2014–julio de 2014      |                                                                         |
| 51  | Vahid Halilhodžić   | julio de 2014–noviembre de 2014    |                                                                         |
| 52  | Ersun Yanal         | noviembre de 2014–julio de 2015    |                                                                         |
| 53  | Shota Arveladze     | julio de 2015- noviembre de 2015   |                                                                         |
| 54  | Sadi Tekelioğlu     | noviembre de 2015 - enero de 2016  |                                                                         |
| 55  | Hami Mandıralı      | enero de 2016 - mayo de 2016       |                                                                         |
| 56  | Ersun Yanal         | mayo de 2016 - octubre de 2017     |                                                                         |
| 57  | Rıza Çalımbay       | octubre de 2017 - mayo de 2018     |                                                                         |
| 58  | Ünal Karaman        | junio de 2018 – diciembre de 2019  |                                                                         |
| 59  | Hüseyin Çimşir      | enero de 2020 - julio de 2020      |                                                                         |
| 60  | Eddie Newton        | agosto de 2020 - octubre de 2020   | Copa de Turquía (1)                                                     |
| 61  | Abdullah Avcı       | noviembre de 2020 - marzo de 2023  | Superliga de Turquía (1), Supercopa de Turquía (2)                      |
| 62  | Orhan Ak            | marzo de 2023 - abril de 2023      |                                                                         |
| 63  | Ihsan Derelioglu    | abril de 2023 - abril de 2023      |                                                                         |
| 64  | Nenad Bjelica       | abril de 2023 - octubre de 2023    |                                                                         |
| 65  | Abdullah Avcı       | octubre de 2023 - Act.             |                                                                         |

## Clubes afiliados
- MVV Maastricht[4]